# Dryopteris cambrensis
Dryopteris cambrensis là một loài dương xỉ trong họ Dryopteridaceae. Loài này được Beitel & W.R. Buck mô tả khoa học đầu tiên năm 1988.
Danh pháp khoa học của loài này chưa được làm sáng tỏ. 